# Tumaco
Tumaco est une municipalité colombienne du département de Nariño, située à 300 km de San Juan de Pasto. Son nom complet est San Andrés de Tumaco. Elle est surnommée « la perle du Pacifique ». Selon le DANE, Tumaco avait en 2005 une population de 161 490 habitants.

## Histoire
La municipalité est fondée le 30 novembre 1640 par le Père José Maria Garrido.
La région de Tumaco est remarquable pour ses découvertes archéologiques liées à la culture Tumaco-La Tolita, l'une des plus anciennes du continent.

## Géographie
Tumaco est situé dans le sud-ouest de la Colombie, à une altitude de 2 m. Bordée au nord par l'océan Pacifique et Francisco Pizarro, au sud par l'Équateur, à l'est par Roberto Payan et Barbacoas, et à l'ouest par l'océan Pacifique.

## Galerie d'images

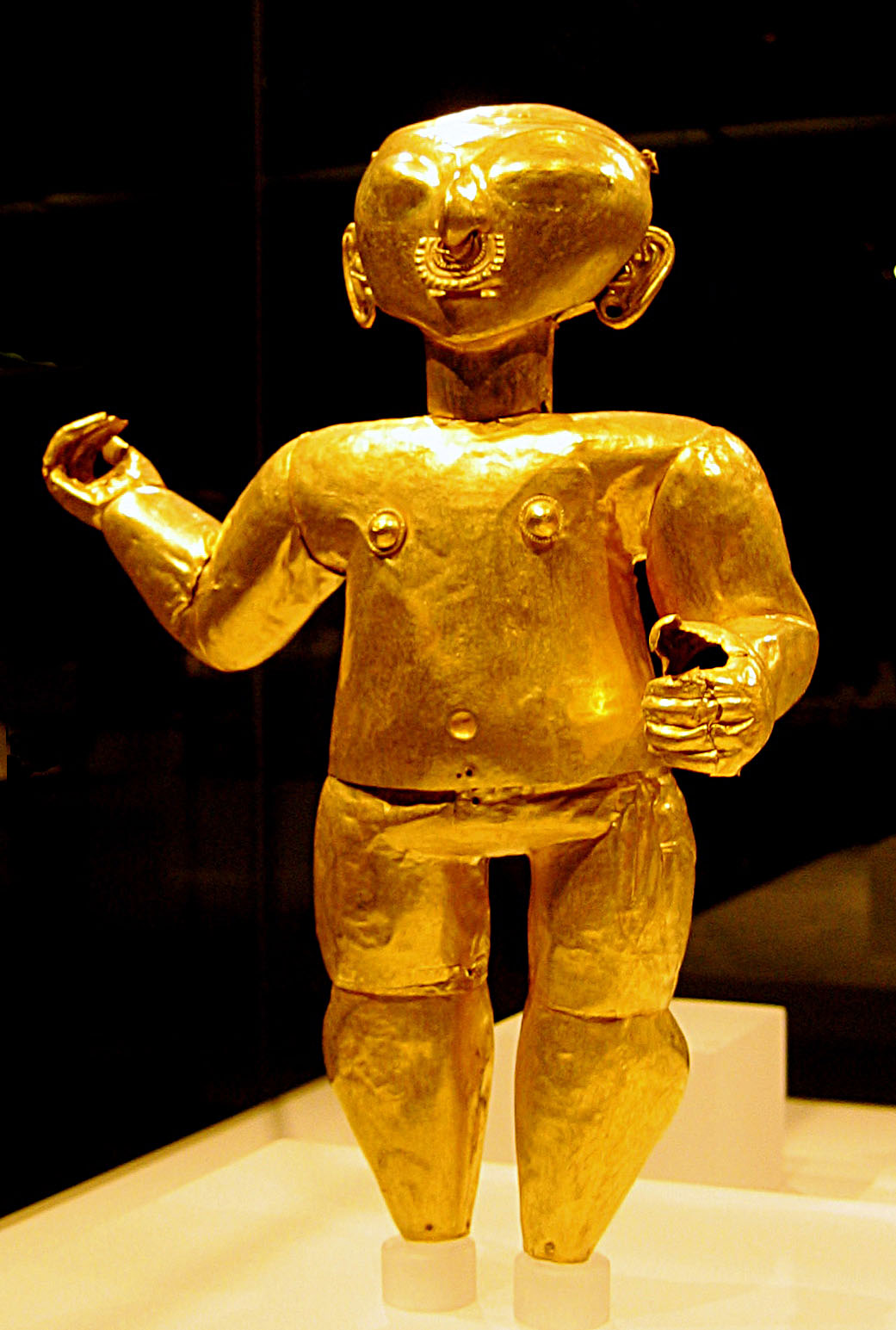
Tumaco : figurine en or Ier siècle av. J.-C.
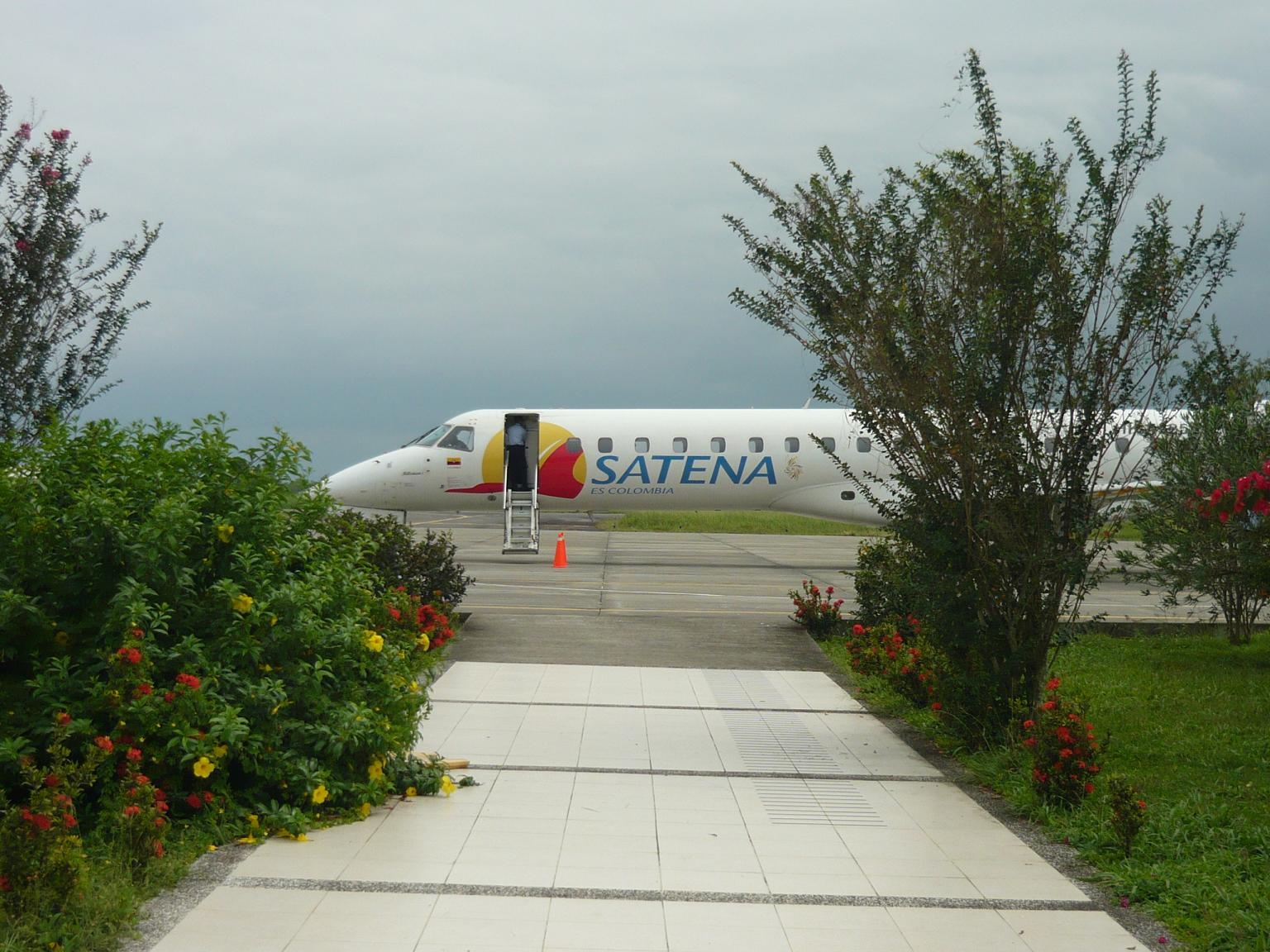
Embraer ERJ 145 à l'aéroport de La Florida (Colombie).
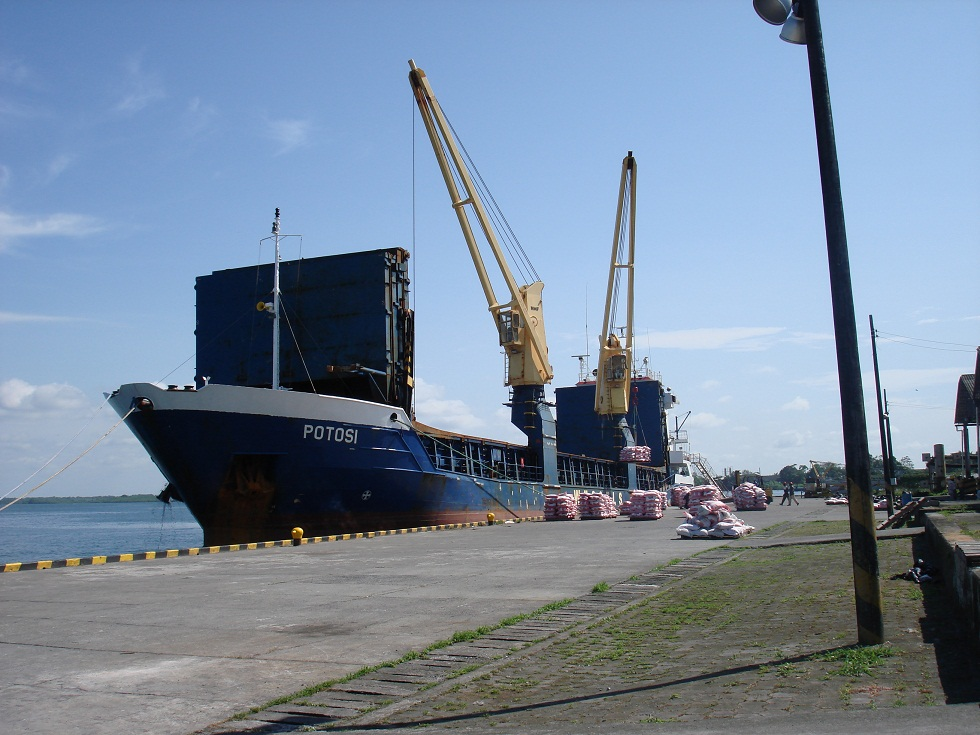
Déchargement de fertilisants sur le port de Tumaco.
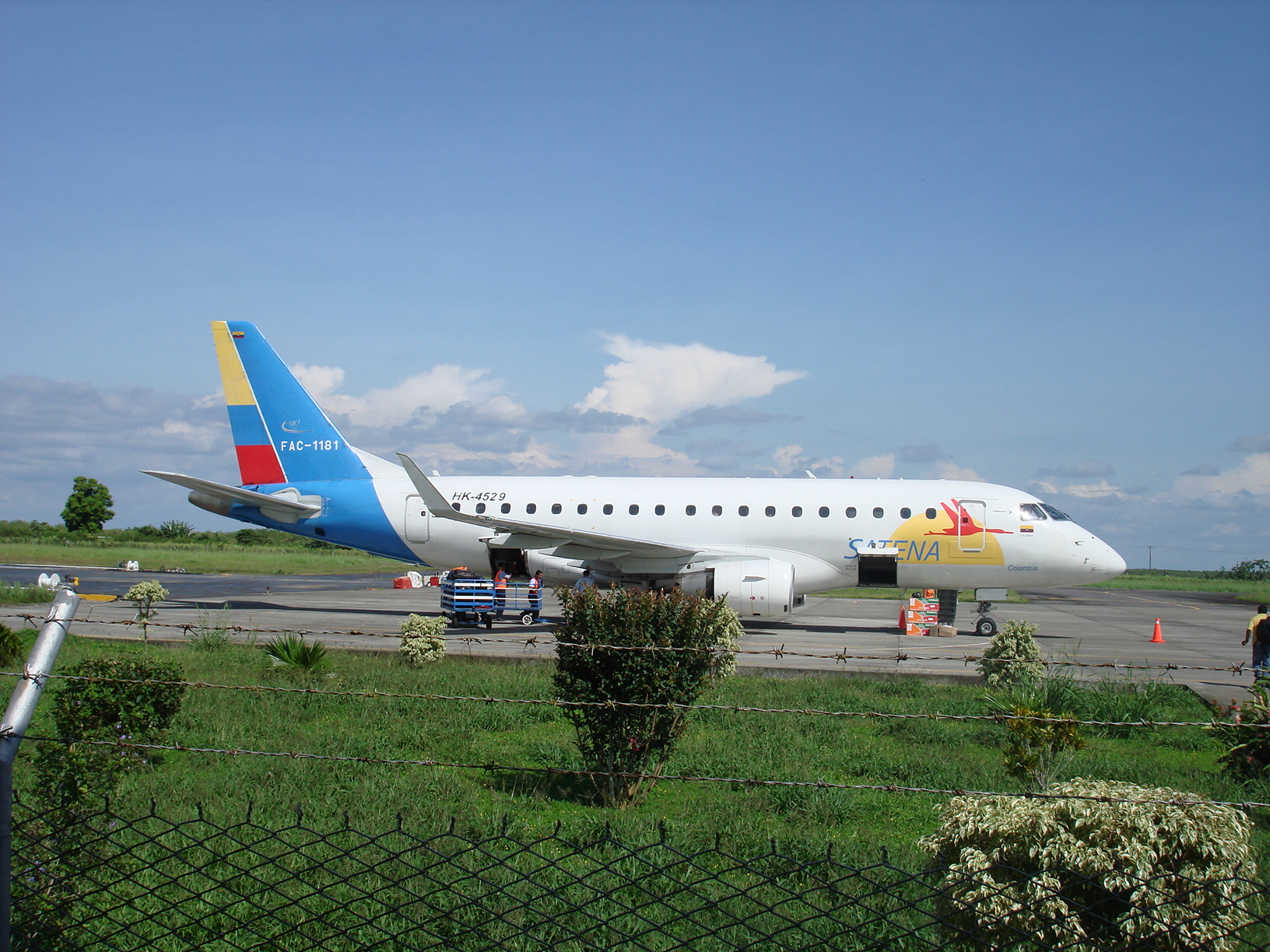
Embraer ERJ-170LR à l'aéroport de La Florida (Colombie).
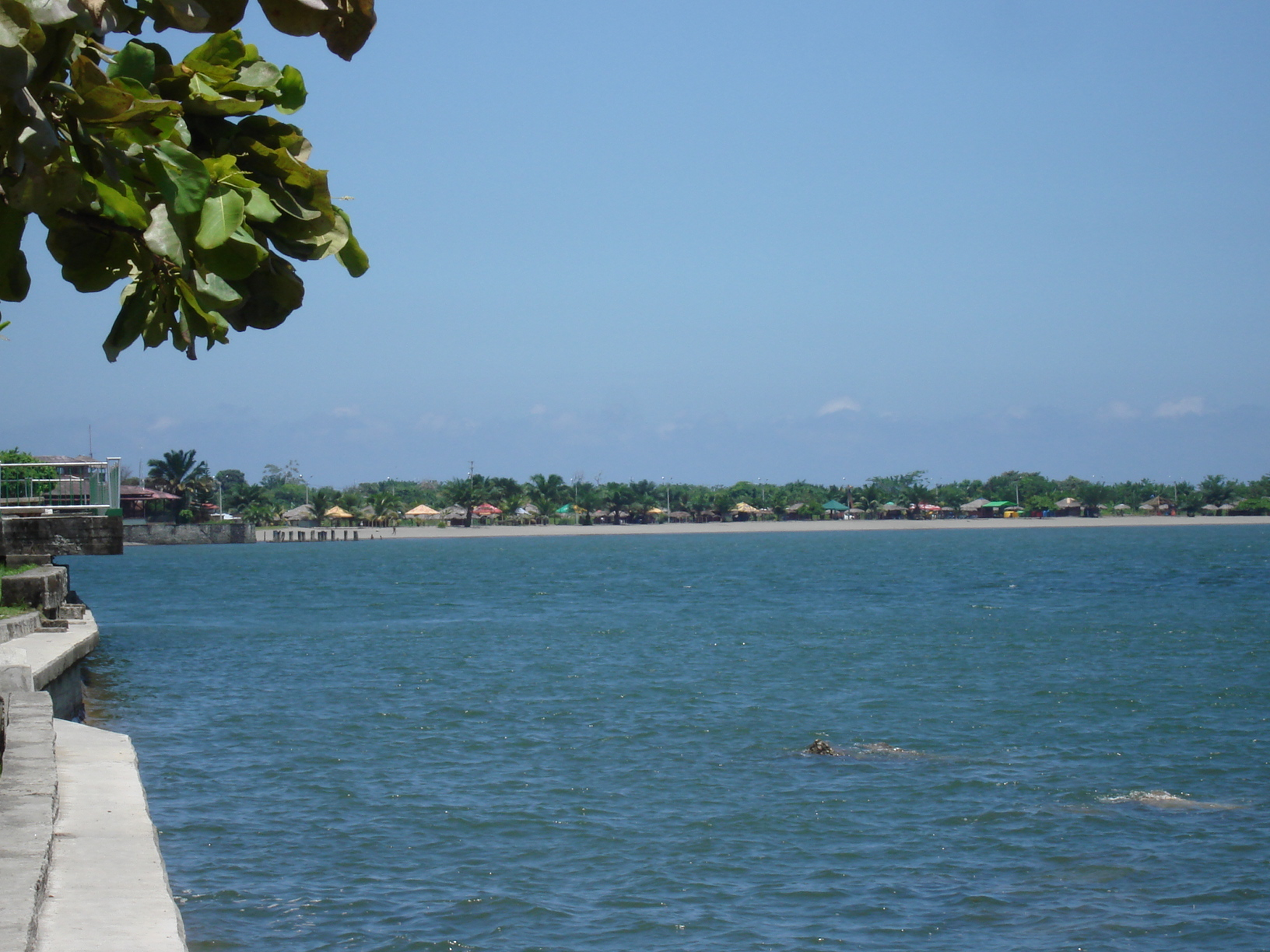
Plage Bajito à Tumaco.
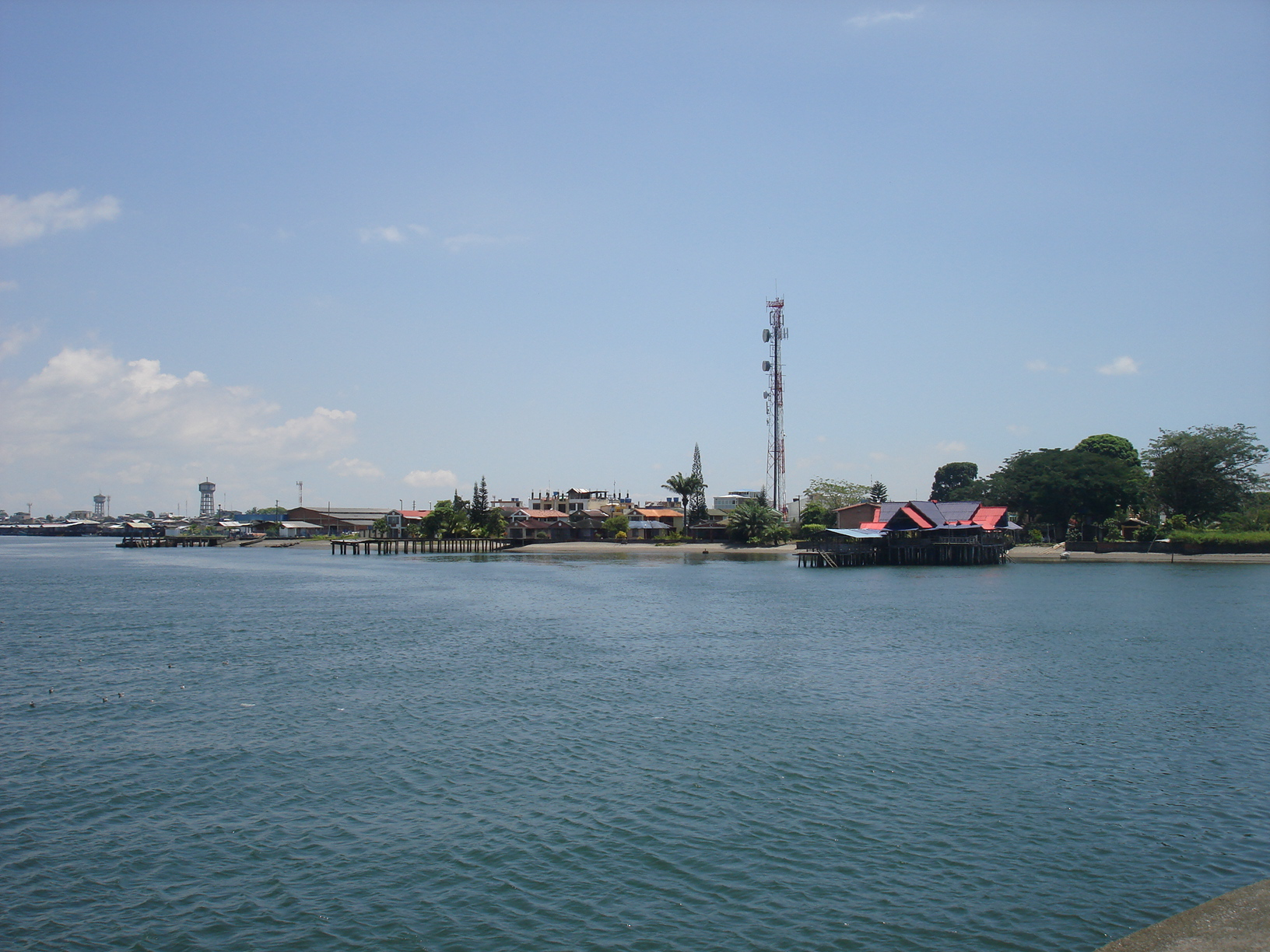
Vue panoramique de l'île Viciosa à Tumaco.

## Climat
La municipalité est caractérisée par un climat tropical humide avec une température moyenne de 28 °C. Situé dans une des régions les plus pluvieuses du monde[réf. souhaitée], elle a été frappée par un tremblement de terre le 12 décembre 1979[réf. souhaitée].

## Transports et voies d'accès

### Transport aérien
- La ville possède un aéroport de taille moyenne, appelé La Florida (es), situé à 4 kilomètres du centre-ville. Son code OACI est SKCO et le code IATA est TCO. Opérant en plein jour sur une piste d'asphalte de 1 600 m, il permet l'utilisation d'aéronefs tels que Boeing 737, Douglas DC-9 Série 15, Fokker F28, F50 et tous les types d'avions à turbopropulseurs. Il est desservi par 2 vols quotidiens sur la ligne Tumaco - Cali, exploités par les compagnies aériennes Avianca et Satena D-328. Le 25 août 2007, a été inauguré un système d'éclairage permettant les vols de nuit.

### Transport terrestre
- Une route goudronnée de 300 km relie la ville de Tumaco à San Juan de Pasto, la capitale du département.

### Transport maritime
- Tumaco est considéré comme le deuxième port sur la côte pacifique de la Colombie après le port de Buenaventura.

## Économie
Outre la pêche, l'un des principaux domaines de l'économie de la région est la culture du palmier africain (Elaeis guineensis) et la commercialisation de l'huile de palme brute.
Tumaco est également le principal terminal portuaire pour le pétrole, l'oléoduc transandin transportant celui-ci depuis San Miguel et l'Équateur.

## Tourisme
Les sites touristiques les plus importants sont la plage de Morro avec son arche naturelle, les plages Bocagrande et le pont du nez avec ses points de vue, d'où on peut apprécier l'océan Pacifique.
Il existe également des lieux de grand intérêt pour l'écotourisme inexploité et des plages situées près de l'embouchure du río Mira. Les Plages des Miracles (nommée ainsi en raison du miracle eucharistique du 31 janvier 1906), entre autres, et Bocananueva Teran, où il se trouve une grande diversité de la flore et la faune locales.

## Personnalités liées à la commune
- Pablo Armero (1986-), footballeur colombien né à Tumaco.
- Óscar Cortés (2003-), footballeur colombien né à Tumaco.

## Tumaco dans la culture populaire
Cette ville est citée dans le film français Banzaï, de Claude Zidi, avec Coluche.
Elle est l'objet d'une composition pour orchestre de Kees Vlak.